# Alfred Mendes
Pour les articles homonymes, voir Mendès (homonymie).
Alfred Hubert Mendes, né le 18 novembre 1897 à Trinité-et-Tobago et mort en 1991 à la Barbade, est un écrivain trinidadien.
Il est un membre du groupe « Beacon » à Trinité-et-Tobago, un groupe littéraire trinidadien des années 1930 qui prend son nom du magazine littéraire The Beacon et qui comprend Albert Gomes, Cyril Lionel Robert James et Ralph de Boissière (en).
Mendes est surtout connu comme l'auteur des romans Pitch Lake (1934) et Black Fauns (1935) et pour ses nouvelles écrites dans les années 1920 et 1930.
Il est le grand-père du réalisateur Sam Mendes, dont le film 1917 (2019) est inspiré par ses histoires de vétéran de la Première Guerre mondiale.